# Évelyne Dandry
Pour les articles homonymes, voir Deyhérassary.
Évelyne Dandry  est une actrice française. Très présente au théâtre et à la télévision à partir des années 1960, elle est notamment connue pour son rôle dans Sitcom (1998) de François Ozon.

## Biographie

### Jeunesse et études
De son vrai nom Évelyne Deyhérassary, elle est la fille du chanteur André Dassary (1912-1987) et de la pianiste Marie-Madeleine Bergès (1911-2003), qu'elle accompagne avec son frère et ses deux sœurs lors de galas. 
Elle commence à monter sur scène à l'âge de quinze ans. D'abord élève à Boulogne-Billancourt, elle arrête l'école pour se consacrer au piano, et prendre des cours d'art dramatique. Quelques mois après cette période de formation, un metteur en scène[Qui ?] retient sa candidature, lançant ainsi sa carrière professionnelle. 

### Carrière
La carrière d'Évelyne Dandry est faite de rencontres, comme celle, à 24 ans, de l'acteur Pierre Mondy qui lui dit  : « Dans ce métier il faut vingt pour cent de talent et quatre-vingts de chance ! »[réf. nécessaire]
Elle fait ses débuts au théâtre et au cinéma à la fin des années 1950. En 1958, elle joue Vu du pont d'Arthur Miller sous la direction de Peter Brook, puis en 1961 Le Voyage de Georges Schéhadé, mise en scène Jean-Louis Barrault. 
Les réalisateurs de la Nouvelle Vague faisant moins appel aux acteurs de théâtre, elle ne tourne presque pas au cinéma dans les années 1960, hormis D'où viens-tu Johnny ? de Noël Howard, où elle interprète le rôle de la fiancée de Johnny Hallyday. En revanche, elle joue énormément pour la télévision sous la direction des grands réalisateurs de l'époque tels Marcel Bluwal, Stellio Lorenzi ou Serge Moati et apparaît à plusieurs reprises dans Au théâtre ce soir.
Dans les années 1970, elle collabore avec l'actrice et dramaturge Josiane Lévêque dont elle met en scène deux pièces de café-théâtre (La golden est souvent farineuse et Zizanie bretelle) et joue dans trois autres (Au niveau du chou, Les orties, ça s'arrache mieux quand c'est mouillé et Orties... chaud).
Il faut attendre les années 1990 et une nouvelle génération de réalisateurs pour qu'elle se voit à nouveau confier des rôles. François Ozon la choisit pour incarner une mère atypique dans Sitcom en 1998, puis Potiche en 2010. Elle tourne également deux fois avec Valérie Lemercier, dans 100% cachemire en 2013 et Marie-Francine en 2017.

### Vie privée
Évelyne Dandry épouse en 1969 Alain Canu, reporter à Télé 7 jours.

## Théâtre

### En tant que comédienne

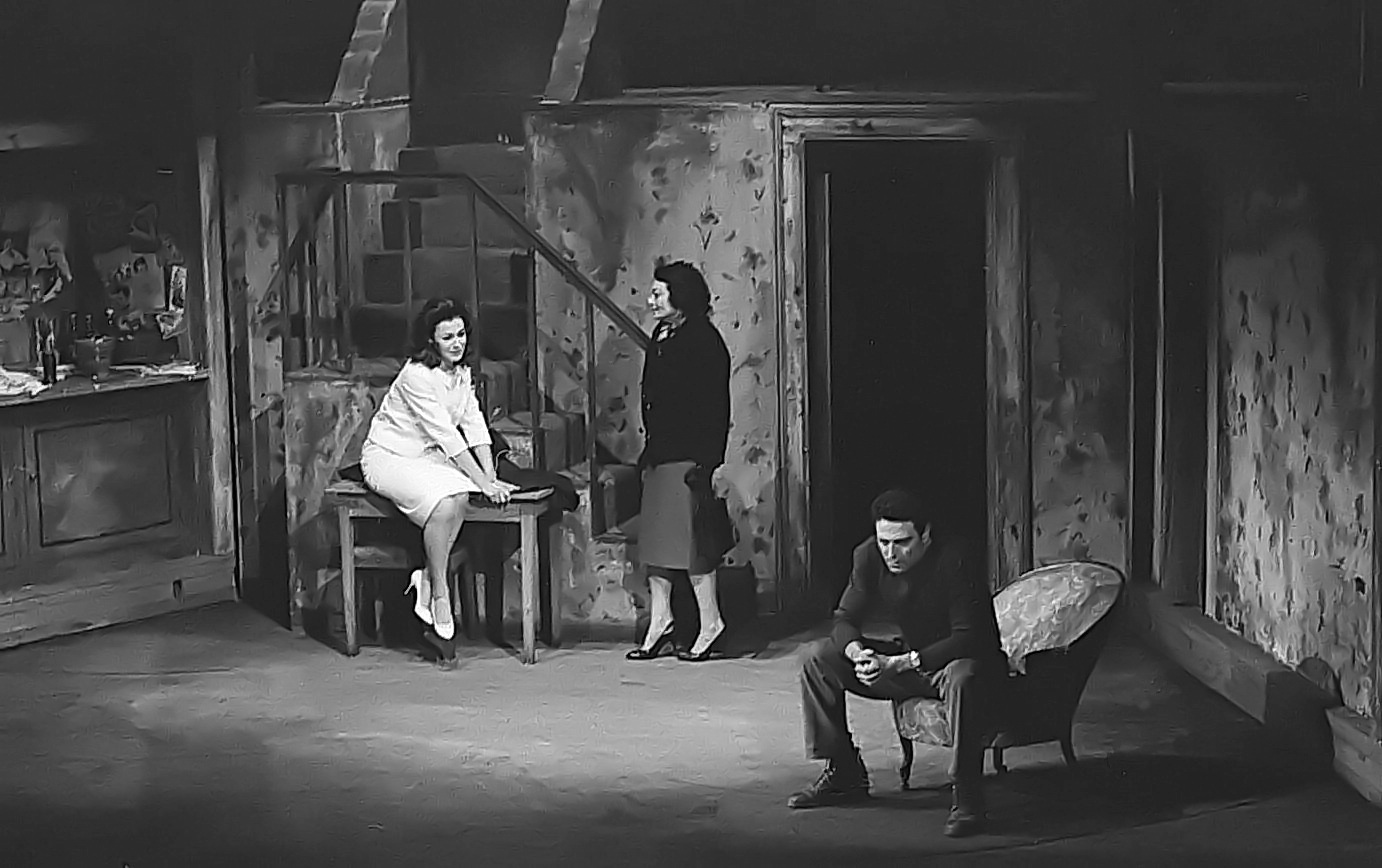
De gauche à droite : Évelyne Dandry (Catherine), Lila Kedrova (Béatrice) et Raf Vallone (Eddie) dans Vu du pont, adaptation de Marcel Aymé d'après Arthur Miller, théâtre Antoine, mars 1958.

- 1957 : Farfada de Jean-Pierre Aumont, Comédie-Wagram
- 1958 : Vu du pont d'Arthur Miller, mise en scène Peter Brook, théâtre Antoine
- 1961 : Le Voyage de Georges Schéhadé, mise en scène Jean-Louis Barrault, Odéon-Théâtre de France
- 1961 : Football de Pol Quentin et Georges Bellak, mise en scène Michel Fagadau, théâtre de la Gaîté-Montparnasse
- 1964 : Comment réussir dans les affaires sans vraiment se fatiguer de Frank Loesser et Abe Burrows, mise en scène Pierre Mondy, théâtre de Paris
- 1965 : Deux anges sont venus de Roger Pierre et Jean-Marc Thibault d'après Albert Husson, mise en scène Pierre Mondy, théâtre de Paris
- 1965 : La Seconde Surprise de l'amour de Marivaux, mise en scène Maurice Guillaud, festival du Marais
- 1966 : Médor de Roger Vitrac, mise en scène Maurice Jacquemont, studio des Champs-Élysées
- 1966 : L'Air du large de René de Obaldia, mise en scène Maurice Jacquemont, studio des Champs-Élysées
- 1967 : La Double Inconstance de Marivaux, théâtre de Créteil
- 1968 : La Moitié du plaisir de Steve Passeur, Jean Serge et Robert Chazal, mise en scène Robert Hossein, théâtre Antoine
- 1968-1969 : Pygmalion de George Bernard Shaw, mise en scène Pierre Franck, tournée puis théâtre des Célestins
- 1971 : Ne réveillez pas Madame de Jean Anouilh, mise en scène Jean Anouilh et Roland Piétri, comédie des Champs-Élysées
- 1972 : Le Marchand de Venise de William Shakespeare, mise en scène Georges Werler, théâtre de l'Est parisien
- 1973 : Le Tournant de Françoise Dorin, mise en scène Michel Roux, théâtre de la Madeleine
- 1977 : Au niveau du chou de Josiane Lévêque, théâtre des Blancs-Manteaux
- 1980 : Les orties ça s'arrache mieux quand c'est mouillé de Josiane Lévêque, mise en scène Annick Blancheteau, studio des Champs-Élysées
- 1981 : Orties... chaud de Josiane Lévêque, mise en scène Annick Blancheteau, théâtre de l'Œuvre
- 1983 : L'Astronome de Didier van Cauwelaert, mise en scène Jacques Rosny, théâtre du Petit-Montparnasse, Studio des Champs-Élysées
- 1985 : L'Écornifleur de Jules Renard, mise en scène Étienne Bierry, théâtre de Poche-Montparnasse
- 1988 : L'Extra de Jean Larriaga, mise en scène Jacques Rosny, théâtre Tristan-Bernard, tournée
- 1991 : Le Fiancé de Marion Bierry, mise en scène de l'auteur, théâtre de Poche-Montparnasse
- 1995 : Harold et Maude de Colin Higgins, mise en scène Jacques Rosny, théâtre des Bouffes-Parisiens, tournée
- 1997 : La Double Inconstance de Marivaux, théâtre 14 Jean-Marie-Serreau
- 2002 : Le Désarroi de Monsieur Peter d'Arthur Miller, mise en scène Jorge Lavelli, théâtre de l'Atelier
- 2002, 2003, 2004 : Knock ou le Triomphe de la médecine de Jules Romains, mise en scène Maurice Bénichou, théâtre Antoine
- 2005 : Landru de Laurent Ruquier, mise en scène Jean-Luc Tardieu, théâtre Marigny
- 2007 : L'Un dans l'autre de Marc Fayet, mise en scène José Paul, Petit Théâtre de Paris
- 2014 : Un singe en hiver d'après Antoine Blondin et Michel Audiard, adaptation Stéphan Wojtowicz, mise en scène Stéphane Hillel, théâtre de Paris

### En tant que metteure en scène
- 1975 : La golden est souvent farineuse de Josiane Lévêque, Cour des miracles
- 1976 : Zizanie bretelle de Josiane Lévêque, Cour des miracles

## Filmographie

### Cinéma
- 1957 : Marchands de filles de Maurice Cloche
- 1958 : Maxime d'Henri Verneuil
- 1958 : Les Vignes du Seigneur de Jean Boyer
- 1963 : D'où viens-tu Johnny ? de Noël Howard
- 1978 : Adieu voyages lents de Marie-Geneviève Ripeau
- 1980 : Tendres Cousines de David Hamilton
- 1985 : L'Amour en douce d'Édouard Molinaro
- 1998 : Sitcom de François Ozon
- 1998 : La vie ne me fait pas peur de Noémie Lvovsky
- 2000 : Le Fétichiste, court métrage de Nicolas Klein
- 2003 : Façade, court métrage de Guy Mazarguil
- 2003 : Nathalie... d'Anne Fontaine
- 2010 : Potiche de François Ozon
- 2013 : 100% cachemire de Valérie Lemercier
- 2013 : Irrésistible, court métrage de Gioacchino Campanella
- 2017 : Marie-Francine de Valérie Lemercier

### Télévision

#### Téléfilms
- 1960 : Grabuge à Chioggia de Marcel Bluwal
- 1960 : Montserrat de Stellio Lorenzi
- 1966 : Au théâtre ce soir : La Cuisine des anges d'Albert Husson, mise en scène Christian-Gérard, réalisation Pierre Sabbagh, théâtre Marigny
- 1967 : Au théâtre ce soir : Isabelle et le Pélican de Marcel Franck, mise en scène Maurice Guillaud, réalisation Pierre Sabbagh, théâtre Marigny
- 1968 : Sylvie des 3 ormes d'André Pergament
- 1968 : la Double Inconstance de Marivaux, mise en scène et réalisation Marcel Bluwal : Lisette
- 1970 : Au théâtre ce soir : Je l'aimais trop de Jean Guitton, mise en scène Christian-Gérard, réalisation Pierre Sabbagh, théâtre Marigny
- 1972 : Portrait : Byron, libérateur de la Grèce ou le Jardin des héros de Pierre Bureau
- 1974 : Amoureuse Joséphine de Guy Lessertisseur
- 1978 : Histoire de voyous (Räuber und Gendarm) d'Hans-Jürgen Tögel
- 1978 : Ciné-roman de Serge Moati
- 1980 : Kick, Raoul, la Moto, les Jeunes et les Autres de Marc Simenon
- 1981 : Un chien de saison de Bernard Roland
- 1981 : Le Petit Théâtre d'Antenne 2 : Le Songe du critique de Jean Anouilh
- 1982 : La Marseillaise de Michel Berny
- 1983 : Le Démon dans l'île de Francis Leroi
- 1983 : Père Noël et Fils d'André Flédérick
- 1988 : La Garçonne d'Étienne Périer
- 1991 : La Milliardaire de Jacques Ertaud
- 1997 : La Parenthèse de Jean-Louis Benoît
- 1997 : Niní de Myriam Touzé
- 2004 : Knock ou le Triomphe de la médecine de Laurent Preyale
- 2008 : Un vrai papa Noël de José Pinheiro
- 2011 : La Vie en miettes de Denis Malleval
- 2011 : Dix jours pour s'aimer de Christophe Douchand
- 2018 : Une chance sur six de Jacques Malaterre

#### Séries télévisées
- 1967 : Allô Police, épisode Un couple qui divorce de Robert Guez
- 1968 : Valérie et l'Aventure de Robert Mazoyer
- 1972 : François Gaillard ou la Vie des autres, épisode Cécile et Nicolas de Jacques Ertaud
- 1976 : Les Brigades du Tigre, épisode L'Ère de la calomnie de Victor Vicas
- 1978 : Les Samedis de l'Histoire, épisode La Banqueroute de Law de Jean-François Delassus
- 1978 : Les Grandes Conjurations, épisode L'Attentat de la rue Nicaise de Victor Vicas
- 1980 : Julien Fontanes, magistrat, épisode Par la bande de François Dupont-Midy
- 1985 : Châteauvallon de Serge Friedman, Paul Planchon et Emmanuel Fonlladosa : Maryse
- 1985 : Les Cinq Dernières Minutes, épisode Tilt (2.14) de Jean-Pierre Desagnat
- 1992 : Beaumanoir de Marcel Jullian, Sylvie Durepaire et Emmanuel Fonlladosa
- 1999 : Le juge est une femme, épisode La Face cachée de Pierre Boutron
- 2000 : Une femme d'honneur, épisode Mort clinique d'Alain Bonnot : Hélène Lombard
- 2001 : Les Bœuf-carottes, épisode Pour l'amour d'un flic de Christian Faure
- 2006 : Avocats et Associés, épisode Plaisir fatal de Denis Malleval
- 2009 : Contes et nouvelles du XIXe siècle, épisode Le Bonheur dans le crime de Denis Malleval
- 2018 : The Romanoffs de Matthew Weiner
- 2023 : Alphonse de Nicolas Bedos

## Doublage
- 2017 : Coup de foudre chez le père Noël : Carol Winters (Belinda Montgomery)

## Distinctions
- Festival international du film fantastique de Catalogne 1998 : Meilleure actrice pour Sitcom
- Festival international du film francophone de Namur 1998 : Meilleure actrice pour Sitcom